# Crnovrhi grebenski morski pas
Crnovrhi grebenski morski pas (Carcharhinus melanopterus), vrsta manjeg morskog psa iz porodice Carcharhinidae čest u vodama Australije. Raširen je i u Crvenom moru i istočnoj obali Afrike, pa sve do Havajskog otočja i arhipelaga Tuamotu. Ime je dobio po istaknurtom crnom vrhu na prvoj leđnoj peraji.
Može narasti najviše 2 metra i težiti nešto preko 13 kilograma. Preferira plitke vode od 20 do 75 metara, obično uz grebene gdje se hrani manjom ribom, a zbog hrane dolazi i na obalne plićake.
Ovaj morski pas ne preže ugrist ni čovjeka, obično ruku ili nogu, zbog čega može doći do iskrvarenja i smrti.
- C. melanopterus
- C. melanopterus, autor Hispalois
- C. melanopterus
- C. melanopterus

## Vanjske poveznice
|  | Zajednički poslužitelj ima još gradiva o temi Carcharhinus melanopterus |
|  | Wikivrste imaju podatke o taksonu Carcharhinus melanopterus             |